# Bomp! Records
Bomp! Records é uma gravadora independente estadunidense de Burbank, localizada no condado de Los Angeles, que traz punk, pop, power pop, garage rock, new wave, old school rock, psicodélico e muitos outros gêneros.
Desde 1974, no catálogo da "Bomp! Records" se encontram artistas como The Modern Lovers, Iggy Pop e The Stooges, Stiv Bators e The Dead Boys, Flamin' Groovies, 20/20, Shoes, Devo, The Romantics, DMZ, The Zeros, The Weirdos, Spacemen 3, The Germs, Jeff Dahl, The Brian Jonestown Massacre, The Warlocks, Black Lips, Les Hell on Heels, The Telescopes, The Coffin Lids e muitos outros artistas.
Na terça-feira, 19 de outubro de 2004, o fundador da "Bomp! Records", Greg Shaw, morreu devido à uma parada cardíaca aos 55 anos de idade. "Bomp! Records" ainda é administrada por sua ex-esposa a longo tempo, Suzy Shaw. Em 2007, a Ammo Books publicou o livro "Bomp: Saving The World One Record At A Time" (dos autores Suzy Shaw e Mick Farren).

## Artistas notáveis
- 20/20
- The Zeros
- Stiv Bators
- The Barracudas
- Beachwood Sparks
- Black Lips
- The Brian Jonestown Massacre
- Coffin Lids
- Jeff Dahl
- Dead Boys
- Dead Meadow
- Devo
- DMZ
- Dreadful Yawns
- Flamin' Groovies
- Gravedigger Five
- Germs
- The Konks
- Laughing Soup Dish
- The Last
- Les Hell On Heels
- Lord John
- The Miracle Workers
- The Modern Lovers
- The Morlocks
- Nikki & The Corvettes
- The Pandoras
- The Sonics
- Plan_9_(band)
- The Romantics
- Shoes
- Spacemen 3
- The Stooges
- Mark Sultan
- The Telescopes
- The Things
- The Warlocks
- The Weirdos